# ドクゼリ属
ドクゼリ属（ドクゼリぞく、学名：Cicuta、和名漢字表記：毒芹属）はセリ科の属の一つ。

## 特徴
多年草。地下茎が発達し、根を多く出す。茎は地下茎から出て直立し、中空になり、上部で分枝する。葉に柄があり、1-3回羽状複葉になり、小葉の縁に鋸歯がある。花は複散形花序になり、複散形花序の下の総苞片は無く、小花序の下の小総苞片は数個ある。萼筒の先の萼歯片はある。花弁は5弁で白色。果実は扁球形で、分果の隆条はコルク質で太くて低い。油管は細く、表面側の各背溝下に1個、分果が接しあう合生面に2個ある。
世界に約10種が知られ、日本では1種が分布する。
- ドクゼリ -羽状複葉になり、小葉の縁に鋸歯がある。

## 種

### 日本の種
- ドクゼリ Cicuta virosa L.
  - ヒメドクゼリ Cicuta virosa L. f. angustifolia (Kit.) Schube

### 外国の種
- Cicuta bulbifera L.
- Cicuta douglasii (DC.) Coult. & Rose
- Cicuta maculata L.

## ギャラリー

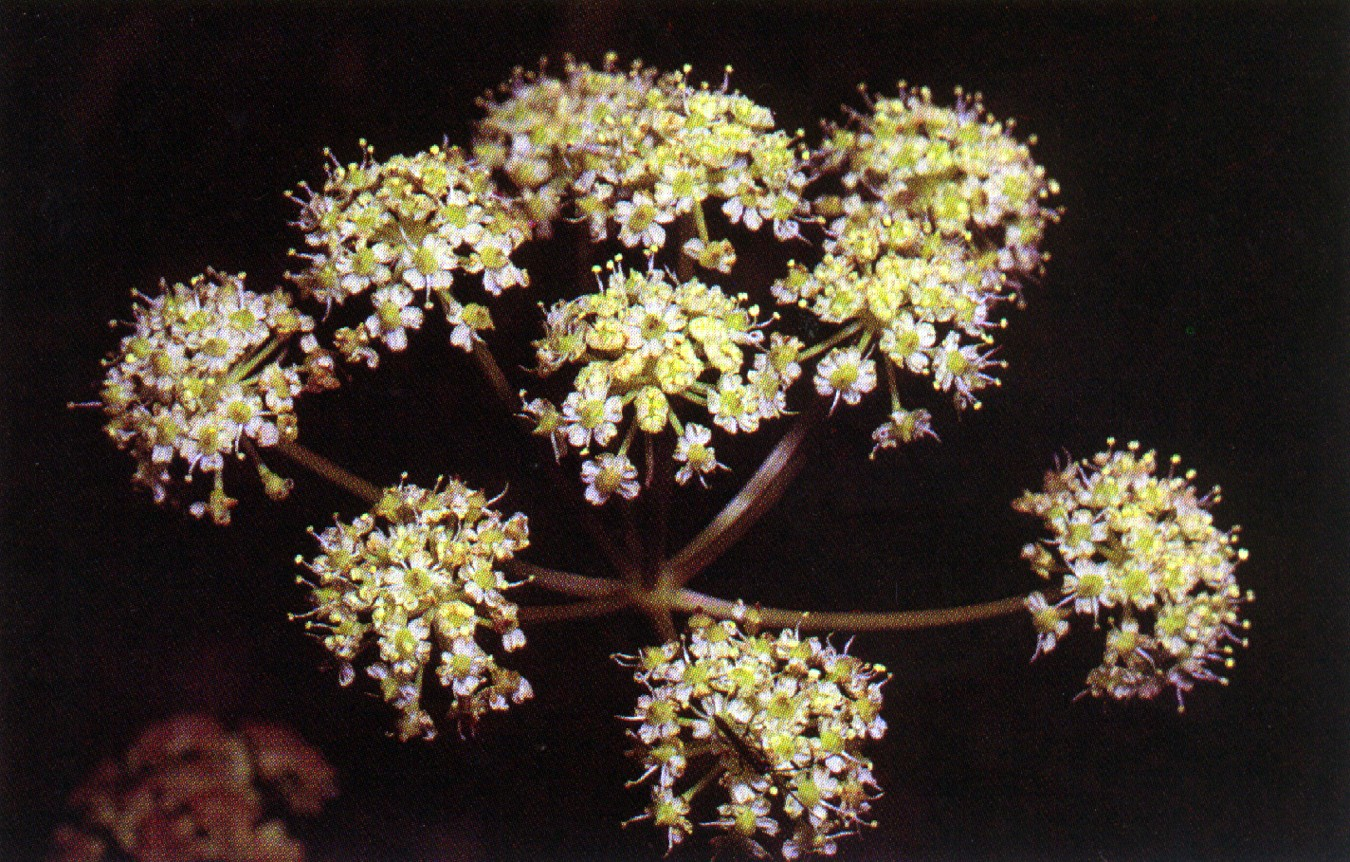
Cicuta douglasii
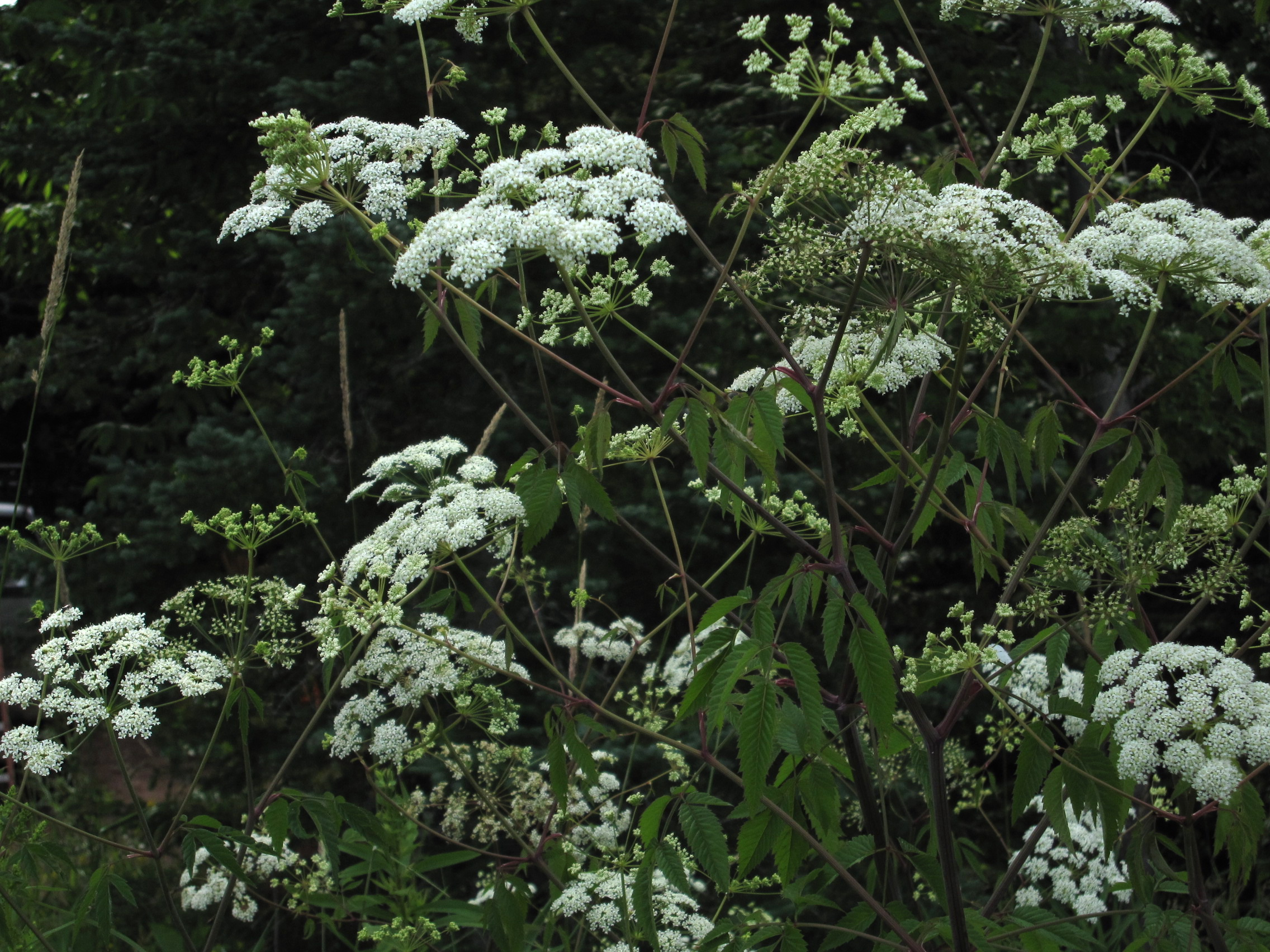
Cicuta maculata